# Tjalling Koopmans

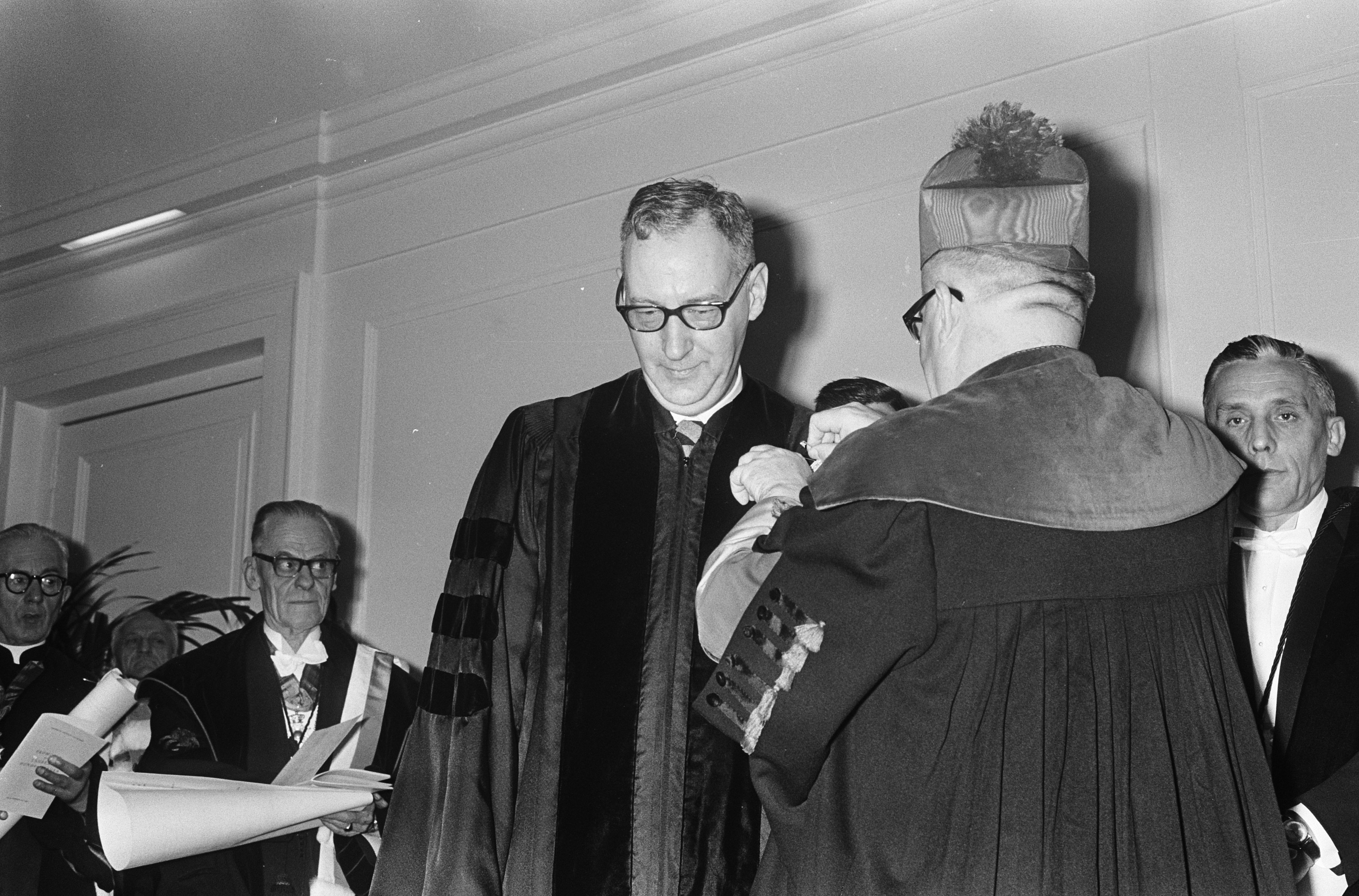
Koopmans (1967)

Tjalling Charles Koopmans ('s-Graveland, 28 augustus 1910 – New Haven (Connecticut), 26 februari 1985) was een Nederlands en Amerikaans (wiskundig) econoom/econometrist. Hij won in 1975 samen met Leonid Kantorovitsj de Nobelprijs voor de Economie, voor hun theoretische werk over het optimale gebruik van natuurlijke hulpbronnen.

## Loopbaan
Als 17-jarige begon Koopmans zijn universitaire studie in de wiskunde aan de Universiteit Utrecht. Drie jaar later stapte hij over naar de theoretische natuurkunde. Koopmans heeft belangrijke bijdragen aan de kwantummechanica geleverd, zoals het theorema van Koopmans. In 1933 ontmoette hij Jan Tinbergen, die in 1969 de Nobelprijs zou winnen, en verhuisde naar Amsterdam om bij hem wiskundige economie te studeren. In 1936 promoveerde Koopmans in Leiden op het proefschrift Linear regression analysis of economic time series. Naast wiskundige economie heeft Koopmans ook onderzoek verricht naar econometrie en statistiek.
Koopmans verhuisde naar de Verenigde Staten in 1940. Hij werkte in Washington D.C., waar hij over transporteconomie publiceerde, met de nadruk op optimale routes. In 1946 werd hij Amerikaans staatsburger. In 1955 ging hij werken aan Yale University waar hij de economie van optimale groei onderzocht.

## Onderscheidingen
Hij ontving een viertal eredoctoraten, onder meer te Rotterdam en Leuven. Hij werd verkozen tot lid van de Amerikaanse National Academy of Sciences, en in 1950 tot buitenlands lid van de Koninklijke Nederlandse Akademie van Wetenschappen, (KNAW). Tilburg University vernoemde in 2005 het gebouw van de Faculteit Economie en Bedrijfswetenschappen naar Koopmans.

## Familie
Tjalling was een broer van Jan Koopmans, een bekend theoloog die in de Tweede Wereldoorlog (1945), terwijl hij ondergedoken zat, door een verdwaalde kogel is omgekomen.